# حكيمة الحطري
الدكتورة حكيمة الحطري هي باحثة، وأستاذة، وأكاديمية مغربية.

## سيرة ذاتية
ولدت حكيمة الحطري في 22 حزيران، يونيو 1965م، بمدينة الناظور في المغرب، وتخرجت من جامعة القرويين سنة 1993م، وحصلت على دبلوم الدراسات العليا، وعلى الدكتوراه عام 2001م. وهي أستاذة باحثة، وخبيرة دولية في قانون الأسرة و النوع الاجتماعي، وخبيرة خارجية متعاونة مع منظمة الإيسيسكو، و أستاذة التعليم العالي بجامعة سيدي محمد بن عبد الله، ورئيسة فريق البحث الأكاديمي الجامعي في قضايا المرأة والطفل فقهاً وقانوناً بمدينة فاس، وعضو في المكتب التنفيذي لمنظمة المرأة الاستقلالية، وفي اللجنة العلمية المكلفة بإحداث المجلس الاستشاري للأسرة والطفولة بالمملكة المغربية. شاركت حكيمة الحطري في ندوات ومؤتمرات علمية، ووطنية ودولية، كما تقوم بنشر مقالات توعية دينية وقانونية عبر وسائل الإعلام المختلفة.

## أعمالها
صدر عنه العديد من الأعمال، من بينها:
- «فقه المعاوضات»، عن مكتبة وهاد في فاس بالمغرب، عام 2005م.
- «النظم السياسية الإسلامية»، عن مكتبة وهاد للنشر و التوزيع في فاس بالمغرب، عام 2006م.
- «قضاء الأسرة»، عن مكتبة وهاد في فاس بالمغرب، عام 2007م.
- «أحكام الأسرة في الفقه الإسلامي و مدونة الأسرة المغربية»، عن مكتبة وهاد في فاس بالمغرب، عام 2007م.
- «سبل تفعيل دور الكفاءات النسوية المسلمة خارج العالم الإسلامي في تغيير الصورة النمطية عن المرأة المسلمة»، عن المنظمة الإسلامية للتربية والعلوم والثقافة (الإسيسكو) عام 1433 هـ/ 2012م.[4]

## الجوائز
حصلت الباحثة حكيمة الحطري على جائزة المرأة العربية في العلوم الاجتماعية لسنة 2013م رفقة الباحثة المغربية أسماء المرابط، وذلك خلال الحفل الذي نظمته منظمة المرأة العربية بالقاهرة، كما تم تكريمها رفقة الدكتورة بهيجة غياتي بكلية الشريعة في فاس بمناسبة يوم الأم سنة 2021م.